# Palaeoxylosteus kurosawai
Palaeoxylosteus kurosawai är en skalbaggsart som beskrevs av Nobuo Ohbayashi och Michitaka Shimomura 1986. Palaeoxylosteus kurosawai ingår i släktet Palaeoxylosteus och familjen långhorningar. Inga underarter finns listade i Catalogue of Life.